# Lijst van bisdommen van de Pools-Orthodoxe kerk

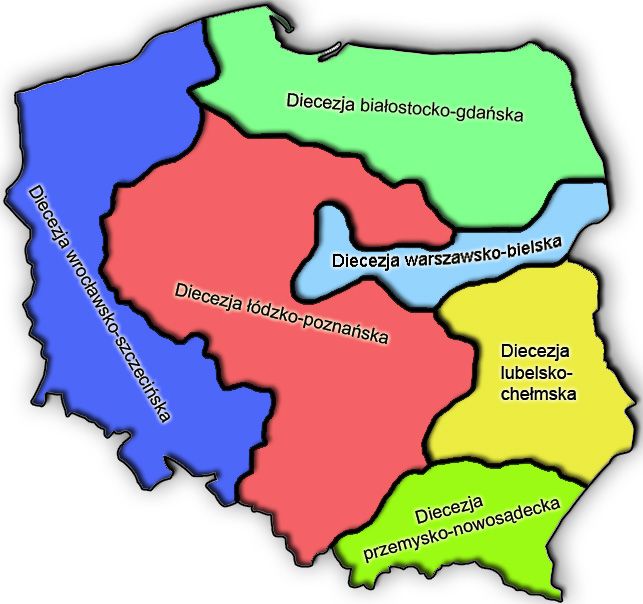
Bisdommen van de Pools-orthodoxe kerk

Dit artikel bevat een lijst van bisdommen van de Pools-Orthodoxe Kerk.
- bisdom Warschau-Bielsk (zetel van de metropoliet van geheel Polen)
- bisdom Białystok-Gdańsk
- bisdom Łódź-Poznań
- bisdom Lublin-Chełm
- bisdom Przemyśl-Novy Soncz
- bisdom Wrocław-Szczecin
- Pools-orthodox militair ordinariaat
- bisdom Rio de Janeiro en Olinda-Recife[2]

Voorts zijn er parochies in Italië, Portugal en Spanje.